# Nocturne Records
Nocturne Records war ein 1953 von den Musikern Roy Harte und Harry Babasin in Los Angeles gegründetes unabhängiges Plattenlabel. Das Label gehörte zu den wegweisenden Labeln des West Coast Jazz. Dort wurden die ersten Platten von Bob Enevoldsen, Bud Shank, Lou Levy, Virgil Gonsalves und Jimmy Rowles veröffentlicht. Auch gehörten Aufnahmen von Conley Graves, Earl Hines, Harry Babasin, Herbie Harper, Peggy Connelly und Steve White zum Katalog des Labels, das im März 1955 mit Liberty Records fusioniert und dort in der Reihe Jazz in Hollywood weitergeführt wurde.